# NBA Community Assist Award
La National Basketball Association (NBA) décerne le NBA Community Assist Award pour l'engagement communautaire, l'activité philanthropique et le travail caritatif. Il s'agit initialement d'un prix mensuel, mais des prix de saison ont également été décernés. Dans certains cas, plusieurs récompenses ont été décernées au cours du même mois. Le prix est parrainé par Kia Motors et fait partie du programme NBA Cares. Au cours de la saison 2012-2013, le prix de la saison était accompagné d'un don de 25 000 dollars, de Kia et de la NBA, à un organisme de bienfaisance choisi par les lauréats.

## Plaque David Robinson
Le lauréat du prix reçoit une plaque dédiée à David Robinson. Sur cette plaque est inscrite, "En suivant la norme établie par la légende de la NBA, David Robinson, qui a amélioré la communauté pièce par pièce".

## Lauréats

### Lauréats mensuels
Saison 2001-2002
- Jerry Stackhouse (octobre)
- Shareef Abdur-Rahim (novembre)
- Eric Snow (décembre)
- Adonal Foyle (janvier)
- Kevin Garnett (février)
- Desmond Mason (mars)
- Shane Battier (avril)
- Reggie Miller (mai)
- Antoine Walker (juin)
- Jason Terry (juillet)
- Shawn Marion (août)
- P. J. Brown (septembre)

Saison 2002-2003
- Todd MacCulloch (octobre)
- Michael Finley (novembre)
- Michael Curry (décembre)
- Malik Rose (janvier)
- Chris Webber (février)
- Darrell Armstrong (mars)
- Allan Houston (avril)
- Jerry Stackhouse (mai)
- Troy Hudson (juin-Project Salute)
- Ervin Johnson (juin-Project Salute)
- Mark Madsen (June-Project Salute)
- Cherokee Parks (juin-Project Salute)
- Shawn Marion (juin-Project Salute)
- Antawn Jamison (juillet)
- Jalen Rose (août)
- Dikembe Mutombo (septembre)

Saison 2003-2004
- Rashard Lewis (octobre)
- Aaron McKie (novembre)
- Marc Jackson (novembre)
- Jermaine O'Neal (décembre)
- Karl Malone (janvier)
- Dirk Nowitzki (février)
- Carlos Boozer (mars)
- Derek Fisher (avril)
- Lamar Odom (mai)
- Kurt Thomas (juin)
- Allen Iverson (juillet)
- Carmelo Anthony (août-Team USA)
- Carlos Boozer (août-Team USA)
- Tim Duncan (août-Team USA)
- Allen Iverson (août-Team USA)
- LeBron James (août-Team USA)
- Richard Jefferson (août-Team USA)
- Stephon Marbury (août-Team USA)
- Shawn Marion (août-Team USA)
- Lamar Odom (août-Team USA)
- Emeka Okafor (août-Team USA)
- Amar'e Stoudemire (août-Team USA)
- Dwyane Wade (août-Team USA)
- Adonal Foyle (septembre)

Saison 2004-2005
- Damon Stoudamire (octobre)
- Steven Hunter (novembre)
- Marc Jackson (novembre)
- Shaquille O'Neal (décembre)
- Marcus Camby (janvier)
- Rasheed Wallace (février)
- Bruce Bowen (mars)
- Derek Fisher (avril)
- Jérôme Williams (mai)
- Chris Bosh (juin)
- Vince Carter (juillet)
- Gilbert Arenas (août)
- Joueurs NBA impliqués dans les efforts liés à l'ouragan Katrina (septembre)

Saison 2005-2006
- Drew Gooden (octobre)
- Kevin Garnett (novembre)
- Chris Webber (décembre)
- Bruce Bowen (janvier)
- Charlie Villanueva (février)
- Raja Bell (mars)
- Rasheed Wallace (avril)
- Théo Ratliff (mai)
- LeBron James (juin)
- Alonzo Deuil (juillet)
- Bo Outlaw (août)
- Chris Paul (septembre)

Saison 2006-2007
- Eric Snow (octobre)
- Marcus Banks (novembre)
- Jermaine O'Neal (décembre)
- Rasual Butler (janvier)
- Greg Buckner (février)
- Al Harrington (mars)
- Luol Deng (avril)
- Mike Miller (mai)
- Caron Butler (juin)
- Dwight Howard (juillet)
- Dwyane Wade (août)
- Emeka Okafor (septembre)

Saison 2007-2008
- Jamal Crawford (octobre)
- Chris Duhon (novembre)
- Dirk Nowitzki (décembre)
- Tracy McGrady (janvier)
- Al Horford (février)
- Stephen Jackson (mars)
- Kevin Garnett (avril)
- Mike Miller (mai)
- LeBron James (juin)
- Alonzo Deuil (juillet)
- Charlie Villanueva (août)
- Chris Paul (septembre)

Saison 2008-2009
- Amar'e Stoudemire (octobre)
- Jason Terry (novembre)
- Peja Stojaković (décembre)
- Dwight Howard (janvier)
- Samuel Dalembert (février)
- Devin Harris (mars)
- Léon Powe (avril)
- Cuisinier Daequan (hors-saison)

Saison 2009-2010
- Dwight Howard (octobre)
- Shaquille O'Neal (novembre)
- Jason Kidd (décembre)
- Samuel Dalembert (janvier)
- Ronny Turiaf (février)
- Rudy Gay (mars)
- Juwan Howard (avril)
- Dwyane Wade (hors-saison)

Saison 2010-2011
- Chris Paul (octobre)
- Deron Williams (novembre)
- Zach Randolph (décembre)
- Ray Allen (janvier)
- Brandon Jennings (février)
- Al Horford (mars)

Saison 2011-2012
- Wesley Matthews (février)
- Gerald Henderson (mars)
- Rudy Gay (avril)
- Pau Gasol (mai)

Saison 2012-2013
- Deron Williams (novembre)
- Kevin Love (décembre)
- Zach Randolph (janvier)
- Kenneth Faried (février)
- Damien Lillard (mars)
- Chris Paul (avril)

Saison 2013-2014
- George Hill (octobre)[16]
- Zach Randolph (novembre)[17]
- Rajon Rondo (décembre)[18]
- Stephen Curry (janvier)[19]
- Anthony Davis (février)[20]
- Dwight Howard (mars)[21]

Saison 2014-2015
- Russel Westbrook (octobre)
- Klay Thompson (novembre)
- Ben McLemore (décembre)
- Anthony Davis (janvier)
- Joakim Noah (février)
- Tobias Harris (mars)
- Chris Paul (avril)

Saison 2015-2016
- John Wall (octobre)
- Carmelo Anthony (novembre)
- Victor Oladipo (décembre)
- Mike Conley (janvier)
- Andre Drummond (février)
- Anthony Davis (mars)
- Zach LaVine (avril)

Saison 2016-2017
- Tobias Harris (octobre)
- C. J. McCollum (novembre)
- Isaiah Thomas (décembre)
- Zach Randolph (janvier)
- Elfrid Payton (février)
- Jrue Holiday (mars)
- Jimmy Butler (avril)

Saison 2017-2018
- DeMarcus Cousins (hors-saison)
- J. J. Barea (octobre)
- Ricky Rubio (novembre)
- LeBron James (décembre)
- Kevin Durant (janvier)
- C. J. McCollum (février)
- Dwyane Wade (mars)

Saison 2018-2019
- LeBron James (hors-saison)
- Dwight Powell (octobre)
- Damien Lillard (novembre)
- Khris Middleton (décembre)
- Mike Conley (janvier)
- Pascal Siakam (février)
- Jarrett Allen (mars)

Saison 2019-2020
- Gorgui Dieng (hors-saison)
- Kevin Love (octobre)
- Devin Booker (novembre)
- DeAndre Jordan (décembre)
- Trae Young (janvier
- Langston Galloway (février)

Saison 2020-2021
- Donovan Mitchell (hors-saison)[28]
- Jrue Holiday & Josh Richardson (janvier)[29]
- Patty Mills (février)[30]
- Joel Embiid (mars)[31]
- Damien Lillard (avril)[32]
- Devin Booker (mai)[33]

Saison 2021-2022
- Ricky Rubio (hors-saison)[34]
- Tobias Harris (octobre)[35]
- Karl-Anthony Towns (novembre)[36]
- Jaren Jackson Jr. (décembre)[37]

### Lauréats de la saison
- Pau Gasol (2011-2012)[38]
- Dwyane Wade (2012-2013)[2]
- Stephen Curry (2013-2014)[39]
- Russell Westbrook (2014-2015)[40]
- John Wall (2015-2016)[41]
- Isaiah Thomas (2016-2017)[42]
- Kevin Durant (2017-2018)[43]
- Bradley Beal (2018-2019)[44]
- Harrison Barnes, Jaylen Brown, George Hill, Chris Paul, Dwight Powell (2019-2020)[45]
- Devin Booker (2020-2021)[46]
- Gary Payton II (2021-2022)[47]
- Brook Lopez (2022-2023)[48]

## À voir
- Liste des récompenses et honneurs de la National Basketball Association
- Prix de l'homme de l'année Walter Payton NFL (football américain)
- Prix Bart Starr (football américain)
- J. Walter Kennedy Citizenship Award (basket-ball)